# میرزاییه
میرزاییه، روستایی از توابع بخش جوکار شهرستان ملایر در استان همدان ایران است. البته نام اصلی این روستا میر زَواره بوده‌است. میرزَواره به معنای میر (امیر) زوّار می‌باشد. به شهادت تاریخ شفاهی ساکنین این محل، زواری که برای زیارت عتبات عالیات به عراق می‌رفتند در اتراقگاه این روستا رحل اقامت گزیده و برای ادامه مسیر تجدید قوا می‌کردند.

## جمعیت
این روستا در دهستان جوکار قرار دارد و براساس سرشماری مرکز آمار ایران در سال ۱۳۸۵، جمعیت آن ۲۸ نفر (۱۲خانوار) بوده‌است.
این روستا از روستاهای تاریخی و بسیار زیبای این منطقه می‌باشد که دیدن ان خالی از لطف نیست